# Lucy Riall
Lucy Riall (* 4. Januar 1962) ist eine irische Historikerin und Expertin für die Geschichte des Risorgimento.

## Akademische Laufbahn
Von 1980 bis 1984 studierte Riall an der London School of Economics and Political Science. 1988 erlangte sie ihren PhD in Geschichte am Newnham College der University of Cambridge. In den Jahren 1987 bis 1990 war sie Research Fellow an derselben Institution. 1990 wurde Riall Lecturer in Modern European History an der University of Essex. 1994 wechselte sie ans Birkbeck College der University of London, wo sie bis 1999 als Lecturer und in der Folgezeit bis 2002 als Senior Lecturer tätig war. 2002 wurde sie zum Reader befördert. 2003/04 war sie Gastprofessorin an der Pariser École normale supérieure und am Berliner Kolleg für Vergleichende Geschichte Europas der Freien Universität Berlin.  2007 wurde sie Professorin am Birkbeck College. 2007/08 übernahm sie eine Gastprofessur an der Université Paris-Est, 2009/10 war sie Fellow am Freiburg Institute for Advanced Studies der Albert-Ludwigs-Universität. Seit 2012 ist Riall Professorin für vergleichende europäische Geschichte des 19. und 20. Jahrhunderts im Department of History and Civilisation des European University Institute in Florenz. 2018 wurde sie zum korrespondierenden Mitglied der British Academy gewählt.

## Werk
In ihrem 1998 publizierten Buch Sicily and the unification of Italy : liberal policy and local power, 1859-1866 geht Riall der Frage nach, weshalb die politischen und administrativen Mechanismen, die das Königreich Piemont-Sardinien auf Sizilien übertrug, dort scheiterten und warum sich die Insel als „unregierbar“ erwies. Die ersten beiden Kapitel behandeln die Vorgeschichte von 1815 bis 1849 und von 1849 bis 1860. Danach analysiert Riall die Jahre der Nationalstaatsgründung bis 1866, als in Palermo eine große Revolte ausbrach. Steven Hughes kritisierte ihr Fazit, Camillo Benso von Cavour dafür zu verurteilen, nicht die Bauern unterstützt zu haben, nannte Rialls Studie jedoch „sonst exzellent“ („otherwise excellent“). Raymond Grew besprach die Arbeit positiv als „luzide, urteilsfähige Studie“ („lucid, judicious study“). Christopher Duggan bezeichnete Rialls Arbeit als „wichtig und wertvoll“ („important and valuable“), sie hinterlasse jedoch wohl mehr Fragen als Antworten.
Rialls 2007 veröffentlichtes Buch Garibaldi: invention of a hero orientiert sich methodisch an der Neuen Kulturgeschichte. Die Studie verbindet eine Biographie mit einer Analyse der Entstehung des Mythos Garibaldi zu dessen Lebzeiten, die Riall anhand von zahlreichen zeitgenössischen Schrift- und Bildquellen untersucht. Alice A. Kelikian charakterisierte das Buch in The American Historical Review als „ausgezeichnete und originelle Studie“ („fine and original study“), Steven Hughes nannte die Zahl der von Riall verwendeten Texte „wahrhaft beeindruckend“ („truly impressive“) und bezeichnete das Buch als „kreativ, komplex und intelligent“ („creative, complex and intelligent“) sowie als „klar geschrieben“ („clearly written“) und „durchdacht in seiner Analyse“ („[s]ophisticated in its analysis“).
Rialls 2009 in revidierter und überarbeiteter Form erschienene Synthese Risorgimento: the history of Italy from Napoleon to nation state hält Norma Bouchard (2011) für „einen wichtigen Beitrag zur Geschichte und Historiographie der Restauration, Einigung und ihrer problematischen Nachgeschichte“ („an important contribution to the history and historiography of the Restoration, Unification, and its troubled aftermath“). Laut Rainer Behring gelang Riall mit dem Buch eine „souveräne Präsentation der aktuellen Forschung zum Risorgimento“, ihre darin vorgelegte eigene Deutung sei „demgegenüber wenig spektakulär“, biete „aber eine kompakte Synthese auf dem neuesten Stand der Forschung“.
In ihrem 2013 veröffentlichten mikrohistorischen Buch Under the Volcano: Revolution in a Sicilian Town behandelt Riall unter Verwendung von Archivmaterial die Geschichte der sizilianischen Stadt Bronte von 1799 bis 1860. Riall schildert in weiten Teilen die Spannungen und Konflikte zwischen den britischen Vertretern und den lokalen Eliten der Stadt, die 1799 Ferdinand, der bourbonische König von Sizilien, als selbständiges Herzogtum dem britischen Admiral Horatio Nelson übergab. Das siebte Kapitel behandelt die berühmte Revolte in Bronte, die im August 1860 während Giuseppe Garibaldis Zug der Tausend ausbrach: Bauern der Stadt töteten mindestens sechzehn Grundbesitzer und verbrannten deren Häuser. Nino Bixio, die „rechte Hand“ Garibaldis, schlug die Revolte mit Härte nieder, indem er Hunderte von verdächtigen Bauern festnehmen und summarische Exekutionen vornehmen ließ. Nelson Moe lobte das Buch als „faszinierende und innovative Studie“ („fascinating and innovative study“), Dario Gaggio als „gewandt und scharfsinnig“ („agile and astute“).

## Schriften
Monographien
- The Italian Risorgimento: State, Society, and National Unification. Routledge, London 1994, ISBN 0415057752.
  - Il Risorgimento. Storia e interpretazioni. Donzelli, Rom 1997, ISBN 88-7989-320-3; 2., revidierte und erweiterte Auflage 2007, ISBN 978-8860361813.
- Sicily and the Unification of Italy: Liberal Policy and Local Power, 1859–1866. Oxford University Press, Oxford 1998.
  - La Sicilia e l’unificazione italiana. Politica liberale e potere locale (1815–1866). Einaudi, Turin 2004, ISBN 88-061-6071-0.
- Garibaldi: Invention of a Hero. Yale University Press, 2007.
  - Garibaldi. L’invenzione di un eroe. Laterza, Rom / Bari 2007, ISBN 978-88-42-08171-5.
- Risorgimento: the History of Italy from Napoleon to Nation State. Palgrave Macmillan, Basingstoke / New York 2009. (revidierte und erweiterte Fassung von „The Italian Risorgimento“ (1994))
- Under the Volcano: Revolution in a Sicilian Town. Oxford University Press, Oxford 2013, ISBN 9780199646494.
  - La rivolta. Bronte 1860. Laterza, Rom / Bari 2012, ISBN 978-88-420-9675-7.

Herausgeberschaften
- (mit David Laven) Napoleon’s Legacy: Problems of Government in Restoration Europe. Berg, Oxford / New York 2000, ISBN 1859732445.
- (mit Silvana Patriarca) The Risorgimento Revisited: Nationalism and Culture in Nineteenth-Century Italy. Palgrave Macmillan, Basingstoke 2012, ISBN 978-1349320332.
- (mit Valeria Babini und Chiara Beccalossi) Italian Sexualities Uncovered, 1789–1914. Palgrave Macmillan, Basingstoke 2015, ISBN 978-1349484775.